# 에밀리 홉하우스

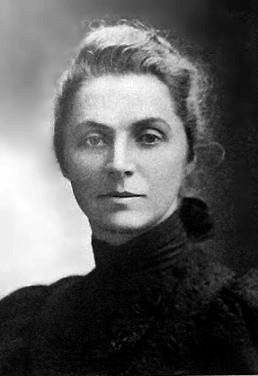
에밀리 홉하우스

에밀리 홉하우스(Emily Hobhouse, 1860년 4월 9일 - 1926년 6월 8일)은 영국의 여성 반전운동가이며 박애적 복지운동가이다. 그녀는 제2차 보어전쟁중에 생긴 남아프리카의 영국강제수용소의 참상을 고발하고 보어족 여성과 어린이를 위해 대중 운동을 펼쳤으며 제1차 세계대전에서도 박애적 활동을 벌였다.

## 어린 시절
에밀리 홉하우스는 성공회 사제(Anglican Rector)의 딸로 태어났으며, 영국 콘월이 고향이다. 20세때 어머니가 돌아가시자 이후 14년간 병약한 아버지를 돌보았다. 1895년 아버지가 별세하자, 미국 미네소타주로 갔고 거기서 광부들을 위한 복지운동을 벌였다. 이후 1898년에 손댄 사업에서 실패 하자 영국으로 돌아왔다.

## 제2차 보어 전쟁
1899년 제2차 보어전쟁이 터지자 자유당의원인 레너드 코트니가 홉하우스를 그가 회장으로 있던 남아프리카 화해 위원회의 여성조직 담당으로 임명한다. 이때 그녀는 영국군의 대게릴라작전 즉, 적들의 활동지역을 소각하는 작전 때문에 많은 보어인 어린이와 여성들이 곤란에 처해있으며 도움이 필요하다는 사실을 알게 된다.
1900년 12월 7일, 홉하우스는 남아프르카 여성과 어린이를 위한 구호 모금을 조직하고 남아프리카로 이를 전달하기 위해 떠나게 된다. 처음에는 포트 엘리자베스에 있는 강제수용소만 있는 줄알았으나 당시 남아프리카에는 34개의 강제 수용소가 있었다.
1901년 1월 24일 홉하우스는 블로엠폰테인의 수용소에 도착하고 거기에서 보게 된 참상에 충격을 받게 된다. 비누는 사치품이었으며 많은 사람들이 퍼붓는 비를 맞았으며, 병이나 굶주림으로 죽어가거나 죽었다. 가장 충격적이었던 것은 영양실조에 걸린 어린이들이었다. 홍역, 폐렴, 설사병(이질)등의 병들이 수용소에 만연하여 치명적인 결과를 초래했으며 모든 천막에서 하나 이상의 환자가 있었고 대부분은 어린이였다.

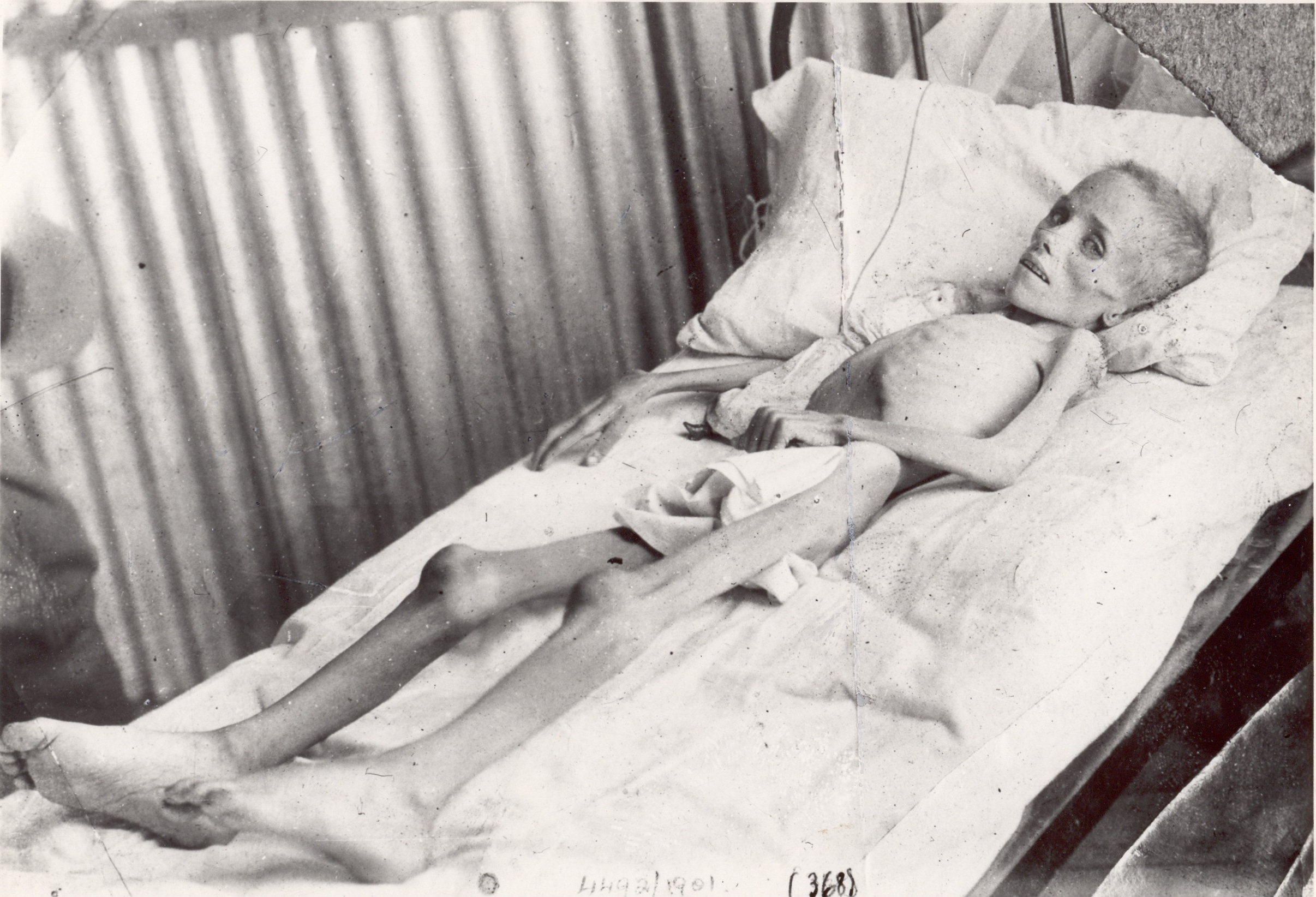
리지 반 질, 블로엠폰테인의 영국강제수용소

이후 홉하우스는 노발스폰트, 알리왈 노스, 스프링폰테인, 킴벌리와 오렌지 리버에 있는 수용소도 방문하여 구호활동을 펼치게 된다.
홉하우스가 영국으로 귀국하자 영국 정부와 언론들이 적을 돕는 다는 이유로 비난을 했지만 가디언지는 에밀리 홉하우스의 이야기를 실었다. 언론의 자유를 지키기 위해서였다.그녀는 전쟁의 참상을 고발하고 보다 많은 구호 자금을 얻어내는데 성공하게 된다. 영국 정부는 결국 밀리센트 포셋이 이끄는 포셋 위원회가 홉하우스가 고발한 참상을 조사하고 개선하도록 하는 데 동의하게 된다. 그러나 위원회에 그녀의 참가는 허락되지 않았다.
1901년 케이프타운으로 돌아온 홉하우스는 입국이 허락되지 않았으며 5일후 다시 돌아가야만했는데, 그 이유는 설명되지 않았다. 홉하우스는 프랑스로 건너가 그녀가 본 전쟁에 대해 <<전쟁의 예봉과 그것이 떨어지는 곳>>이라는 책을 썼다.
보어전쟁이 영국의 승리로 끝난후 1903년 홉하우스는 남아프리카에 다시 방문할 수 있게 된다. 거기서 보어인 여성들의 자활을 돕기 위해 재봉과 수예를 가르쳤다.
이후 악화된 건강으로 1908년 영국으로 돌아왔다.

## 이후의 삶
홉하우스는 제1차 세계대전을 반대하는 운동에 앞장섰다. 이 전쟁이후 홉하우스의 조직의 노력으로 중부유럽에서 수천명의 어린이와 여성들이 매일 식량을 얻을 수 있었으며 남아프리카는 그녀의 노력을 후원하였다.
그녀는 이러한 박애주의적 인류애의 실천을 한 공로로 남아프리카로부터 명예시민으로 선정되었다.
홉하우스는 1926년에 런던에서 별세하였으며 그녀의 유해는 강제수용소가 있었던 블로엠폰테인에 세워진 국가 여성 기념탑에 안장되었다. 남아프리카에는 그녀의 이름을 딴 홉하우스 마을이 있으며 남아프리카 정부는 그녀를 기려 잠수함 한척을 "에밀리 홉하우스"함으로 명명하였다.